# アビアンカ航空203便爆破事件
アビアンカ航空203便爆破事件（アビアンカこうくう203びんばくはじけん） は、ボゴタのエルドラド国際空港からアルフォンソ・ボニーヤ・アラゴン国際空港へ向かう予定であったコロンビアの国内線旅客機であったアビアンカ航空203便が、1989年11月27日にソアチャ市の上空で爆弾により破壊された事件である。

## 航空機と乗組員
アビアンカ航空203便は、機体記号HK-1803、製造番号19035/272のボーイング727-21型機である。該当機はパンアメリカン航空から中古で購入した機体だった。製造は1966年、初飛行は同年5月19日。最大5,400キログラムの推力を発生させることができる3基のプラット＆ホイットニー JT8D-7ターボファンエンジンを搭載していた。この機体は5月28日にパンアメリカン航空に引き渡され、機体記号N326PAとして登録された。その後1975年11月15日にアビアンカ航空が購入し、HK-1803として再登録された。
機長はホセ・イグナシオ・オッサ・アリスチャバル(José Ignacio Ossa Aristizábal)、副操縦士はフェルナンド・ピサロ・エスゲラ(Fernando Pizarro Esguerra)、航空機関士はルイス・ジャイロ・カスティーブランコ・バルガス(Luis Jairo Castiblanco Vargas)だった。また機内には3名の客室乗務員が搭乗していた。

## 事件までの経緯
203便は予定通り午前7時13分に離陸した。離陸の5分後、時速794キロ、高度4,000メートルで爆発物が爆発し、空の中央燃料タンク内に発生していた燃料蒸気に引火した。地上の目撃者は、機体の右側面から火が噴き出すのを見たと話している。二度目の爆発により機首部分と尾翼部分が分離し、炎に包まれて墜落した。残骸はソアチャの町を中心に半径5km弱の範囲に散らばった。乗客乗員107人全員が死亡したほか、地上にいた3人が落下した破片によって死亡した。

## 調査
調査の結果、飛行機の破壊にプラスチック爆薬が使われたことが判明した。メデジン・カルテルの麻薬王パブロ・エスコバルが、1990年の選挙前に大統領候補のセサル・ガビリアを殺害を目的として爆破を計画した。証言によると、エスコバルの配下にいたスーツ姿の男2人が爆弾を運んだという。男たちが座っていたのは、メイン燃料タンクの上にある18A席と18K席であった。搭乗終了ギリギリのところで一人は飛行機を降り、もうひとりは機内に残って自爆して死亡した。しかしエスコバルの期待は外れ、ガビリアは航空機には搭乗せず、コロンビア大統領となった。犠牲者にはアメリカ人2人が含まれていたため、ブッシュ大統領はエスコバルを探すための諜報活動を指示、当のエスコバルは約4年後の1993年12月2日に射殺された。
メデジン・カルテルで暗殺の指揮を執っていたダンデニー・ムニョス・モスケラは、アメリカ合衆国連邦地方裁判所で爆破事件の有罪判決を受け、終身刑10回を言い渡された。

## 後日談
2016年11月28日にコロンビアの新聞エル・エスペクタドール紙（スペイン語: El Espectador (periódico)）は、203便に関する8章からなる調査結果の掲載を開始した。同紙の調査結果によると、爆発の原因は、これまでにも何度か報告されていたタンク内の燃料ポンプの故障によるものであると主張している。アビアンカ航空や被害者遺族は、この調査結果を激しく批判している。

## 事件を題材にした作品
- ナルコス（Netflix） 第1シーズン第6話